# Dennis Haustein

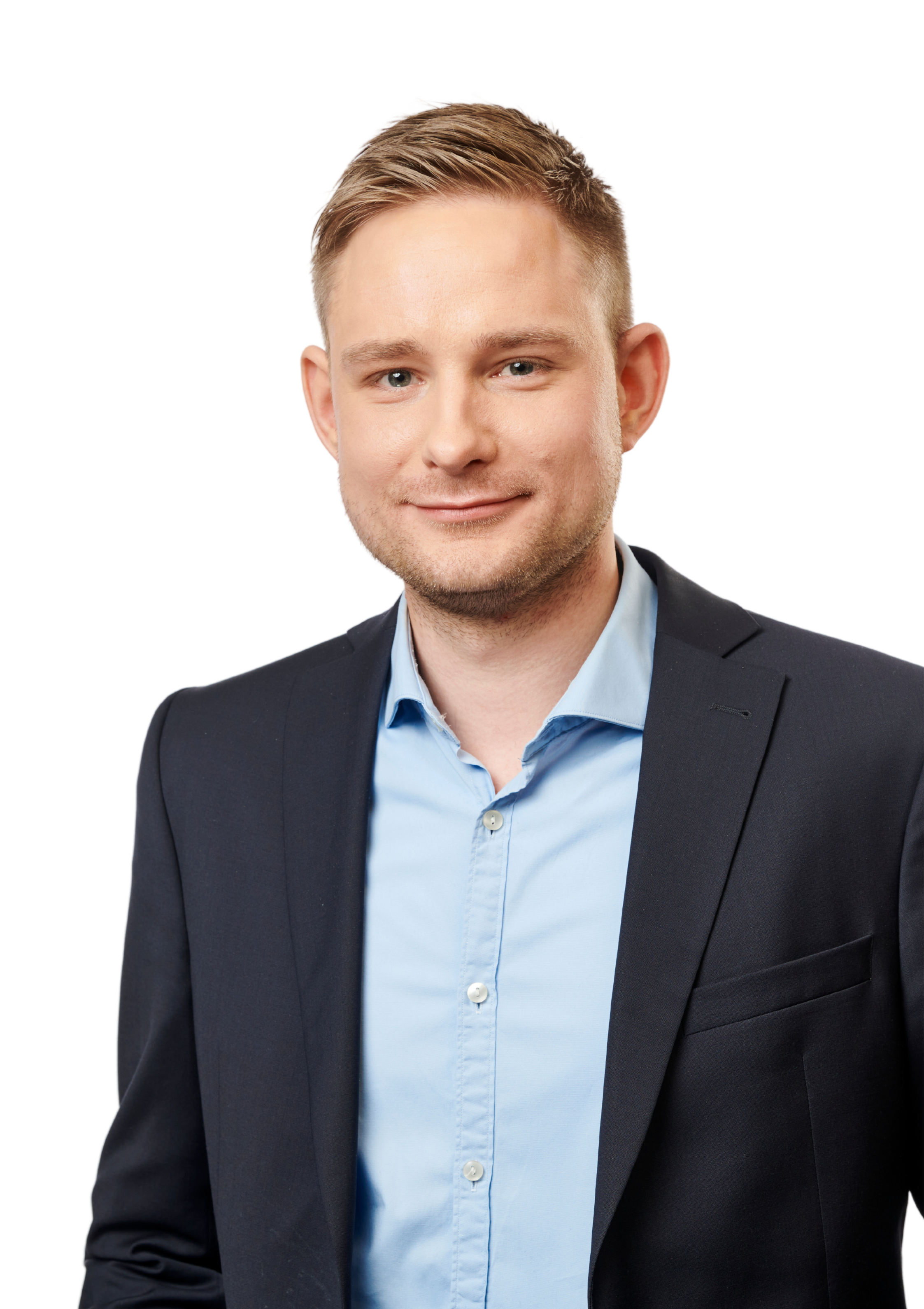
Dennis Haustein (2023)

Dennis Haustein (* 2. März 1990 in Potsdam) ist ein deutscher Politiker (CDU) und seit 2023 Mitglied des Abgeordnetenhauses von Berlin.

## Leben
Haustein wuchs in Dahlewitz als Zwillingskind in einer sechsköpfigen Arbeiterfamilie auf. Er besuchte die Grundschule Dahlewitz, die Realschule Wünsdorf und legte 2009 das Abitur am Fontane-Gymnasium in Rangsdorf ab. Den neunmonatigen Zivildienst leistete er bei der Stiftung Preußische Schlösser und Gärten Berlin-Brandenburg in der Garten- und Landschaftspflege und zog danach nach Berlin. Von 2010 bis Januar 2013 absolvierte er eine Berufsausbildung zum Personaldienstleistungskaufmann. Anschließend war er bis 2016 als Personaldisponent tätig. Etwa 2016 zog er in den Bezirk Lichtenberg von Berlin. Von 2016 bis 2021 war er als Niederlassungsleiter für den Aufbau und die Führung eines Standortes in einer Personalberatungsfirma verantwortlich. Ab Dezember 2021 war Haustein als Manager bei der BASF tätig. Das Arbeitsverhältnis ruht seit dem 1. April 2023 aufgrund seiner Mitgliedschaft im Abgeordnetenhaus.

## Politik
Haustein ist seit 2010 Mitglied der CDU und seit 2016 der Jungen Union. Seit 2019 ist er Vorsitzender des CDU-Ortsverbandes Lichtenberg-Mitte, trat 2022 in die Mittelstands- und Wirtschaftsunion und 2023 in die Lesben und Schwule in der Union ein.
Von 2021 bis 2023 war Haustein Mitglied der Bezirksverordnetenversammlung Berlin-Lichtenberg. Dort gehörte er der CDU-Fraktion an und war Sprecher für Verkehr, Arbeit, Soziales und Gesundheit.
Haustein kandidierte bei der Wahl zum Abgeordnetenhaus von Berlin 2021 im Wahlkreis Lichtenberg 3, verfehlte jedoch den Einzug ins Abgeordnetenhaus. Bei der Wiederholungswahl 2023 konnte er das Direktmandat im Wahlkreis Lichtenberg 3 mit zehn Stimmen Vorsprung gewinnen und zog ins Abgeordnetenhaus ein. Ein Einspruch der unterlegenen Kandidatin wurde im November 2023 durch den Verfassungsgerichtshof des Landes Berlin mit 7 zu 1 Richterstimmen abgewiesen.
Im Abgeordnetenhaus Berlin ist Haustein Mitglied des Hauptausschusses, des dortigen Unterausschusses Vermögen, sowie des Ausschusses für Kultur, Engagement und Demokratieförderung. Er ist Sprecher der CDU-Fraktion für bürgerschaftliches Engagement und Demokratieförderung.

## Mitgliedschaften
- Bürgerverein Fennpfuhl
- Gemeinschaft der Förderer von Tierpark und Zoologischem Garten
- Frischluft e. V. (Bundesvorsitzender)[5]
- Förderkreis Campus der Demokratie
- Förderkreis der Lichtenberger Bibliotheken
- Förderkreis Museum Lichtenberg im Stadthaus
- Verein Deutsche Sprache